# ISO 3166-2:CA
ISO 3166-2:CA é o subconjunto de códigos definidos no ISO 3166-2, parte do padrão ISO 3166 publicado pela Organização Internacional para Padronização (ISO), para os nomes das principais subdivisões que pertencem ao Canadá.
A norma inclui código de região para cada uma das 10 províncias e 3 territórios do Canadá. Cada código é composto de duas partes, separadas por um hífen. A primeira parte é CA, o código ISO 3166-1 alfa-2 do Canadá, e a segunda parte é um subcódigo região de dois dígitos que é o mesmo usado pelos Canada Post Corporation.

## Boletins
- ISO 3166-2:2000-06-21
- ISO 3166-2:2002-05-21
- ISO 3166-2:2002-12-10

## Códigos atuais
Códigos ISO 3166 e nomes de subdivisões estão listados como é o padrão oficial publicado pela Agência de Manutenção (ISO 3166/MA). As colunas podem ser classificadas clicando nos respectivos botões.
| 3166-2 | Bandeira e Nome comum    | Nome Oficial             |
| ------ | ------------------------ | ------------------------ |
| CA-AB  | Alberta                  | Alberta                  |
| CA-BC  | Colúmbia Britânica       | Colúmbia Britânica       |
| CA-MB  | Manitoba                 | Manitoba                 |
| CA-NB  | Novo Brunswick           | Novo Brunswick           |
| CA-NL  | Terra Nova e Labrador    | Terra Nova e Labrador    |
| CA-NS  | Nova Escócia             | Nova Escócia             |
| CA-NT  | Territórios do Noroeste  | Territórios do Noroeste  |
| CA-NU  | Nunavut                  | Nunavut                  |
| CA-ON  | Ontário                  | Ontário                  |
| CA-PE  | Ilha do Príncipe Eduardo | Ilha do Príncipe Eduardo |
| CA-QC  | Quebec                   | Quebec                   |
| CA-SK  | Saskatchewan             | Saskatchewan             |
| CA-YT  | Yukon                    | Yukon                    |